# Can Dalmau (Cassà de la Selva)
Can Dalmau és un mas a mig camí dels nuclis de Cassà de la Selva i Sant Andreu Salou al Gironès.

## Arquitectura
Inicialment el mas era de tres crugies amb una estructuració clàssica de les seves dependències. Les grans reformes del segle xviii donaren al mas la fesomia actual, ampliant el nombre de crugies però mantenint la unitat formal del conjunt. Totes les obertures són emmarcades amb pedra i destaca la finestra cantonera de 1720, tant característic de les construccions d'aquella època. Conserva encara el pujador de pedra del costat de l'accés principal, element que utilitzaven les dames per pujar als carruatges.

## Història
En el veïnat de Mosqueroles i enfront de la masia de Can Dalmau existeixen documents que demostren l'existència d'un estanyol que ha estat molt lligat a la història del mas. Segons un document de l'any 1442, en què fou destruït el mas de Mosqueroles, donà testimoni de l'existència del petit llac. En aquest document, segons un testimoni, es venia tota la possessió del mas així com l'estany a Joan de Seguriolis. Isabel, viuda d'aquell personatge, va vendre la seva possessió a Grau Dalmau segons un document signat en el Castell de Cruïlles en el 1477 confirmat en Monells el 29 de maig de 1480. Així comença la història de la família Dalmau. Immediatament es procedí a la dessecació de l'estanyol per l'aprofitament agrícola de les terres inundades. Això es realitzà amb la construcció de un túnel que travessava la verneda i condueix les aigües fons la riera nova.